# Каракокшинська печера
Каракокшинська печера (рос. Каракокшинская) — печера на Алтаї, Республіка Алтай, Росія. Печера комплексного (горизонтально-вертикального) типу простягання. Загальна протяжність — 490 м. Глибина печери — 24 м, амплітуда висот — 24 м. Печера відноситься до Східноалтайської області Алтайської провінції Алтай-Саянської спелеологічної країни. Кадастровий номер 5125/8635-1.